# Ambeļu pagasts
Ambeļu pagasts er en territorial enhed i Daugavpils novads i Letland. Pagasten etableredes i 1945, havde 695 indbyggere i 2010 og omfatter et areal på 69,34 kvadratkilometer. Hovedbyen i pagasten er Ambeļi.